# Симан, Райан
Райан Эрик Симан (англ. Ryan Eric Seaman; род. 23 сентября 1983, Окснард, Калифорния) — американский музыкант, бывший барабанщик группы Falling in Reverse и дуэта I Don’t Know How But They Found Me.

## Музыкальная карьера

### Ранние годы (2002—2011)
В 2002 году Симану впервые предоставилась возможность играть в группе The Eyeliners во время Vans Warped Tour.
В 2005 году он присоединился к записи дебютного альбома группы I Am Ghost Lovers' Requiem, который вышел в 2006 году. В апреле 2009 года Райан присоединился к поп-рок группе The Bigger Lights, приняв участие в записи двух альбомов и EP, и покинул группу в мае 2011. Также он играл в таких коллективах как The Brobecks, My Favorite Highway and Aiden.

### Falling in Reverse (2011—2017)
В конце мая 2011 года Симан официально присоединился к пост-хардкор группе Falling in Reverse, заняв место Скотта Джи. 26 июля вышел дебютный альбом группы, получивший название The Drug in Me Is You. Несмотря на то, что Симан не принимал участие в записи альбома, он был указан как барабанщик и участник группы. Райан принимал участие в записи второго студийного альбома Fashionably Late, который вышел 18 июня 2013. Группа выпустила третий студийный альбом Just Like You 24 февраля 2015 года.
После выхода четвёртого студийного альбома Coming Home стали ходить слухи о том, что Симан покинул коллектив. Они подтвердились на выступлении группы 8 мая, где вместо Симана за ударными был Крис Камрада.

### Icon for Hire (2017—2018)
До того, как он покинул группу, Райан объявил, что будет играть вместе с группой Icon for HIre с 3 мая 2017 года.

### I Don’t Know How But They Found Me (2016-2023)
В 2016 году Райан Симан и бывший бас-гитарист Panic! At The Disco Даллон Уикс основали дуэт, который получил название I Don’t Know How But They Found Me. Их дебютное выступление состоялось 6 декабря 2016 года на двухлетней годовщине Emo Nite show в The Echo and Echoplex, но официально проект был запущен только в начале июля 2017 года.
Их дебютный сингл Modern Day Cain вышел 18 августа 2017 года вместе с клипом.
26 октября 2017 года в свет вышел второй сингл Choke. 11 января 2019 года был выпущен клип на YouTube.
14 марта 2018 года вышел третий сингл Nobody Likes The Opening Band вместе с клипом на него.
9 ноября 2018 года вышел мини-альбом 1981 Extended Play.
15 ноября 2019 года группа выпустила рождественский мини-альбом Christmas Drag.
5 августа 2020 года вышел сингл «Leave Me Alone», также дуэт анонсировал свой дебютный альбом RAZZMATAZZ, который вышел 23 октября.
5 марта 2023 года в сети появилась информация, что Райан был уволен из группы за воровство и мошенничество. 17 сентября группа заявила об уходе Райана из состава. Причиной стали подорванные доверительные отношения с Даллоном Уиксом.

### Другие проекты
В ноябре 2014 года Симан принимал участие в записи рождественского сингла Даллона Уикса под названием «Sickly Sweet Holidays». Также принимал участие в записи другого рождественского сингла Уикса «Please Don’t Jump (It’s Christmas)», который вышел в ноябре 2016 года.

## Дискография
С Aiden
- Aiden (2016)

С I Am Ghost
- Lovers' Requiem (2006)

С The Bigger Lights
- The Bigger Lights (2010)
- Battle Hymn (2011)

С Даллоном Уиксом
- «Sickly Sweet Holidays» (2014)
- «Please Don’t Jump (It’s Christmas)» (2016)

С Falling in Reverse
- The Drug in Me Is You (2011; только упоминание)
- Fashionably Late (2013)
- Just Like You (2015)
- Coming Home (2017)

С I Don’t Know How But They Found Me
- 1981 Extended Play (2018)
- Christmas Drag (2019)
- RAZZMATAZZ (2020)